# Feinblättrige Wicke
Die Feinblättrige Wicke oder Feinblatt-Vogel-Wicke (Vicia tenuifolia), auch Schmalblättrige Vogelwicke genannt, ist eine Pflanzenart aus der Gattung der Wicken (Vicia) in der Unterfamilie der Schmetterlingsblütler (Faboideae).

## Beschreibung

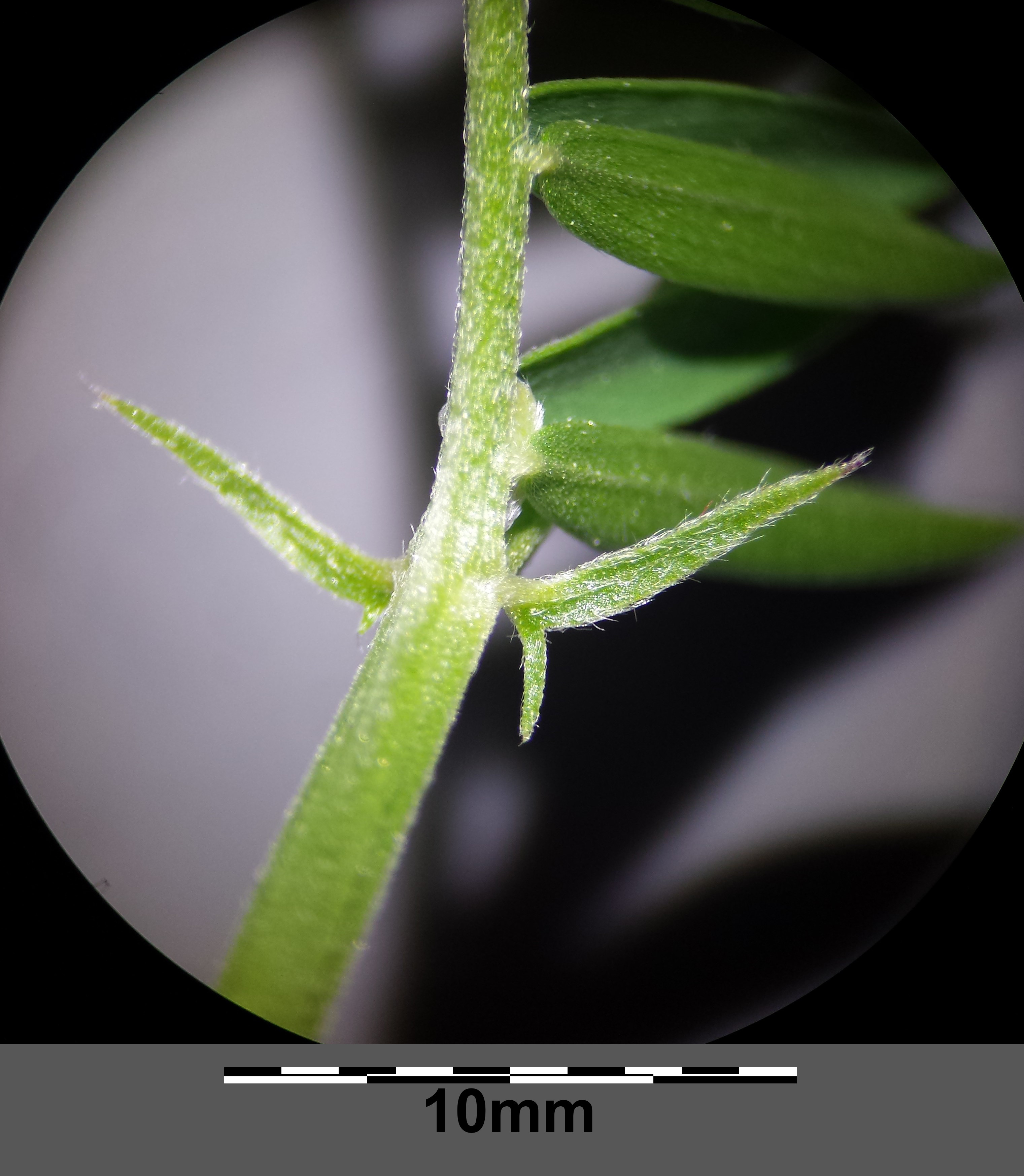
Stängel mit Nebenblättern

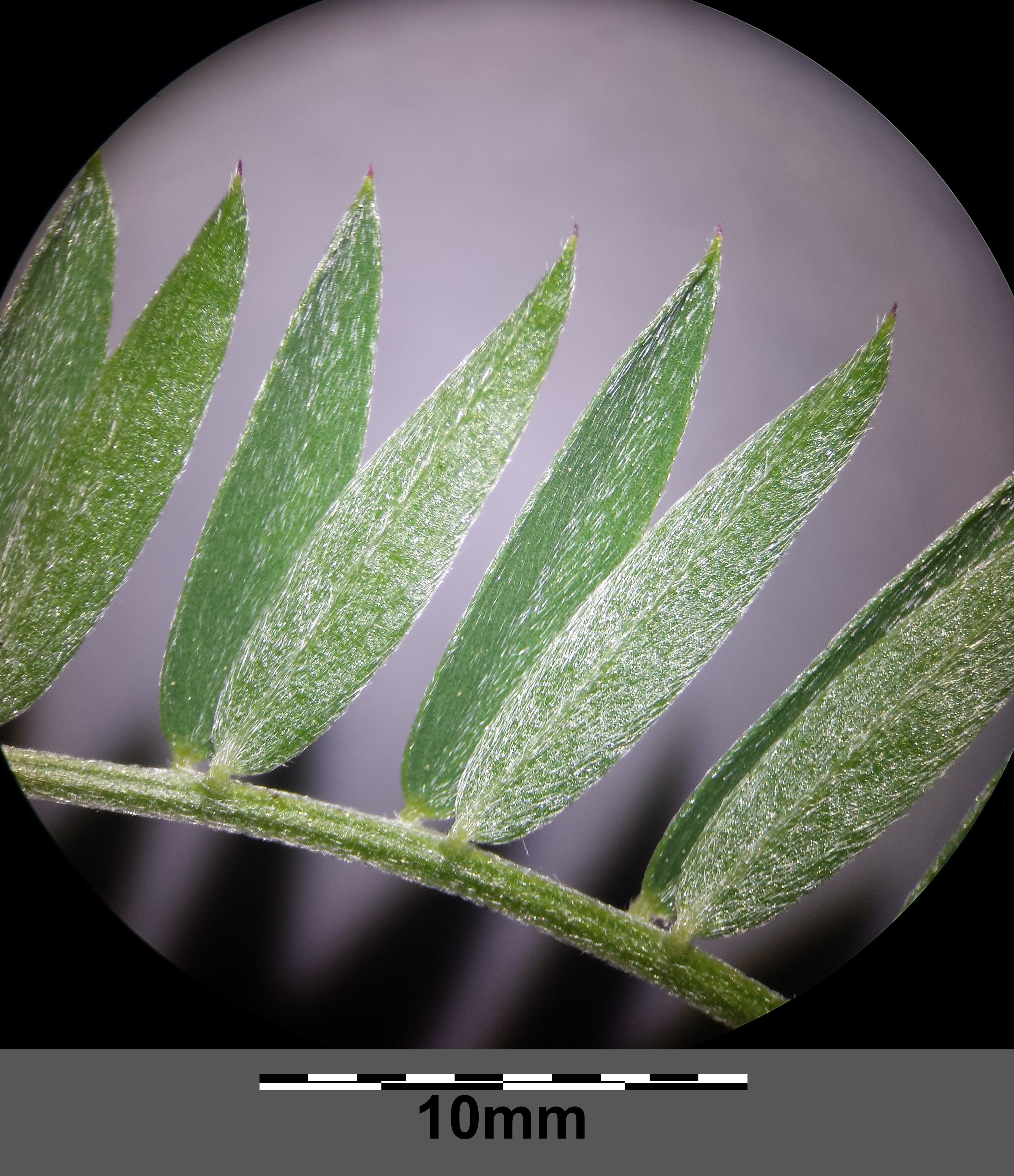
Laubblatt mit Fiedern

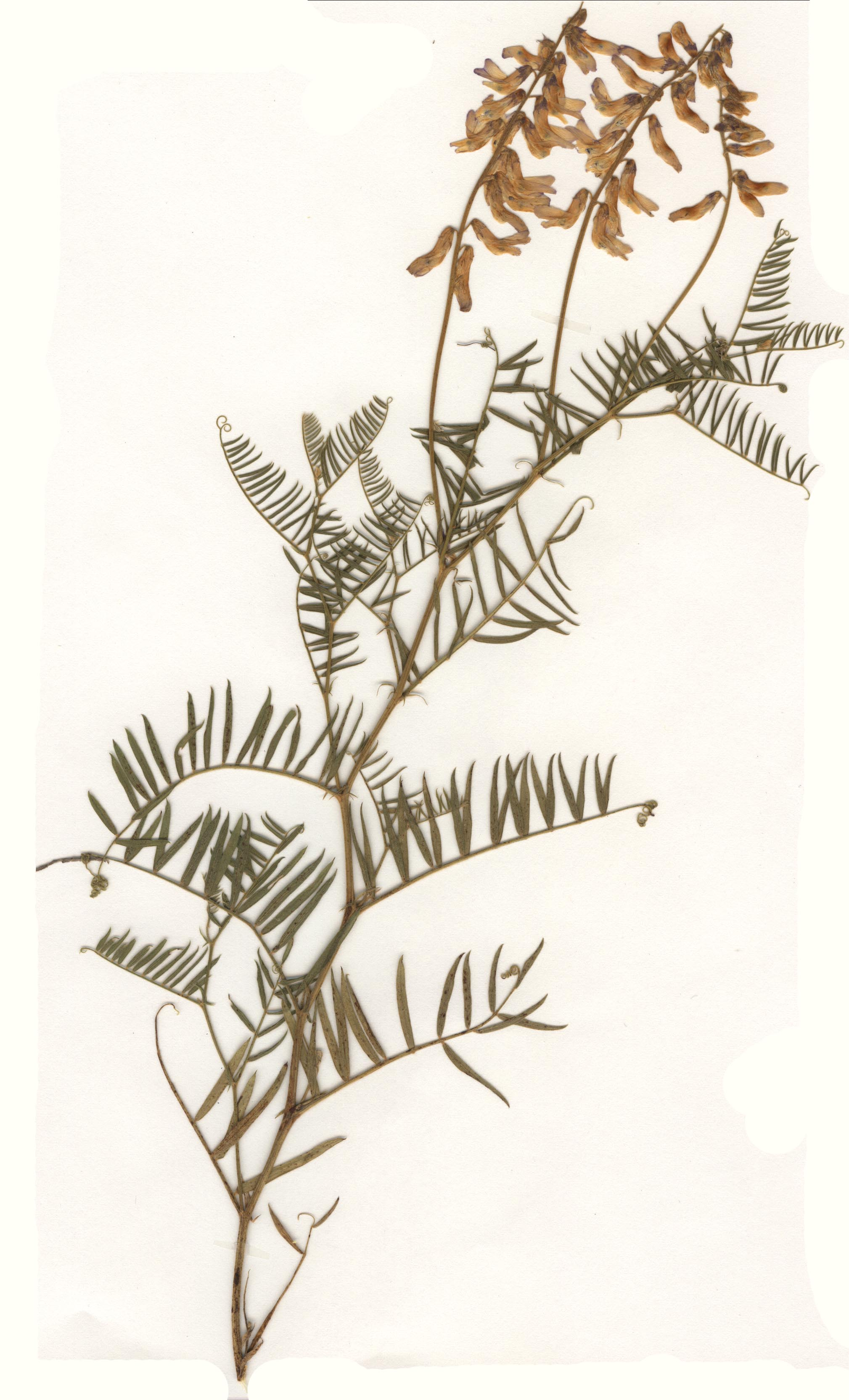
Herbarbeleg von Vicia tenuifolia subsp. tenuifolia

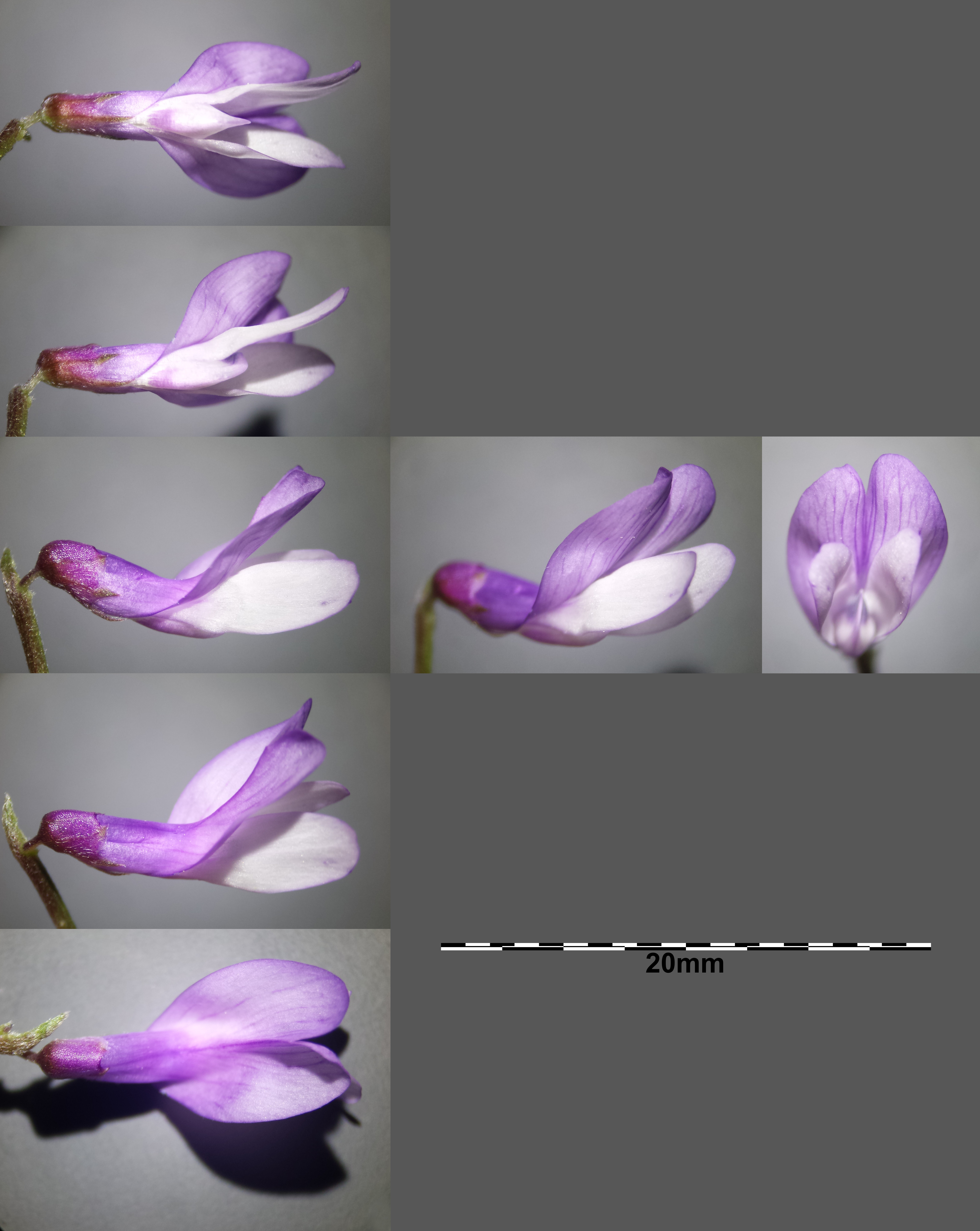
Blüte

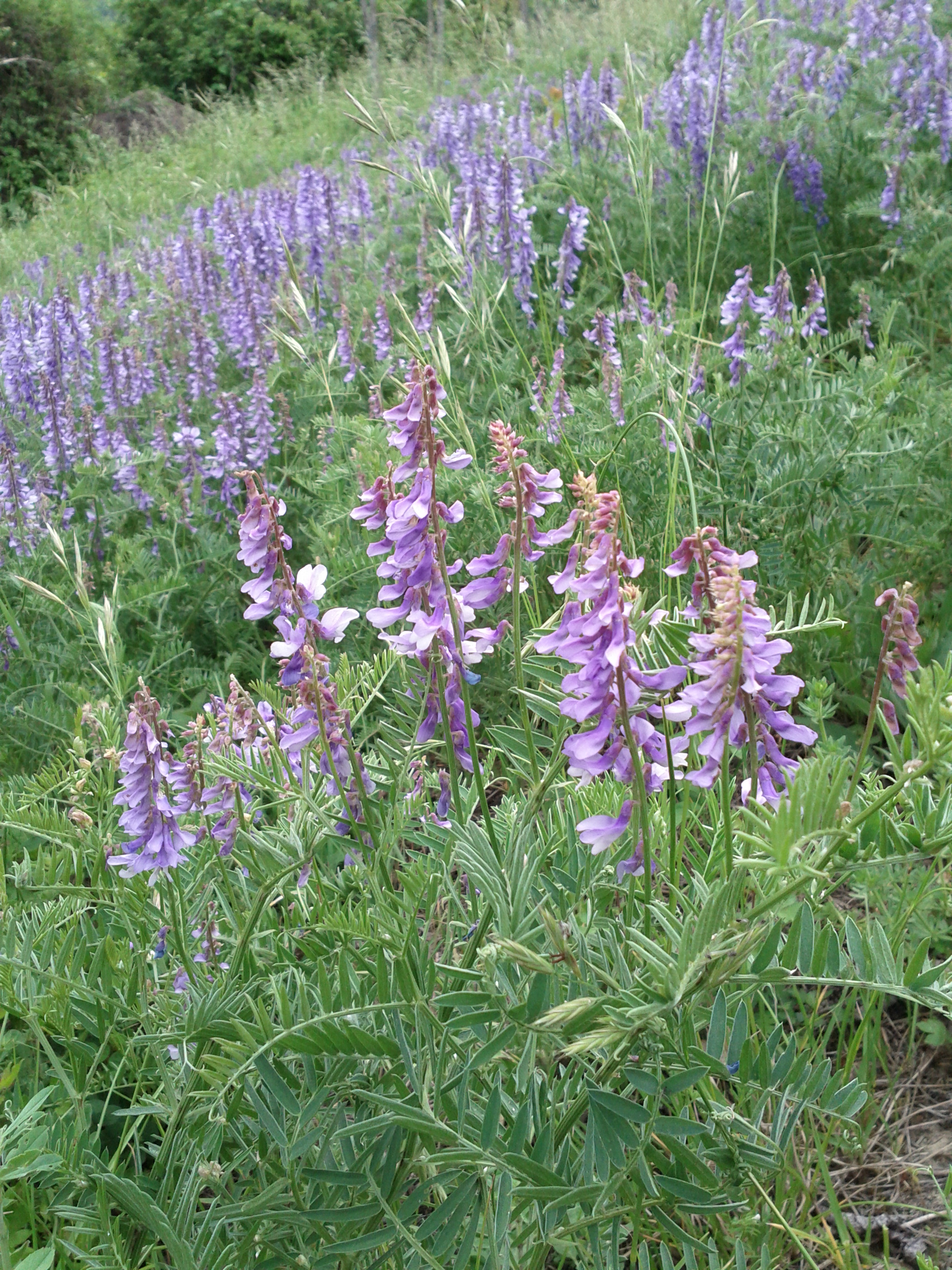
Vicia tenuifolia tritt in der Pannonischen Florenprovinz häufig auf

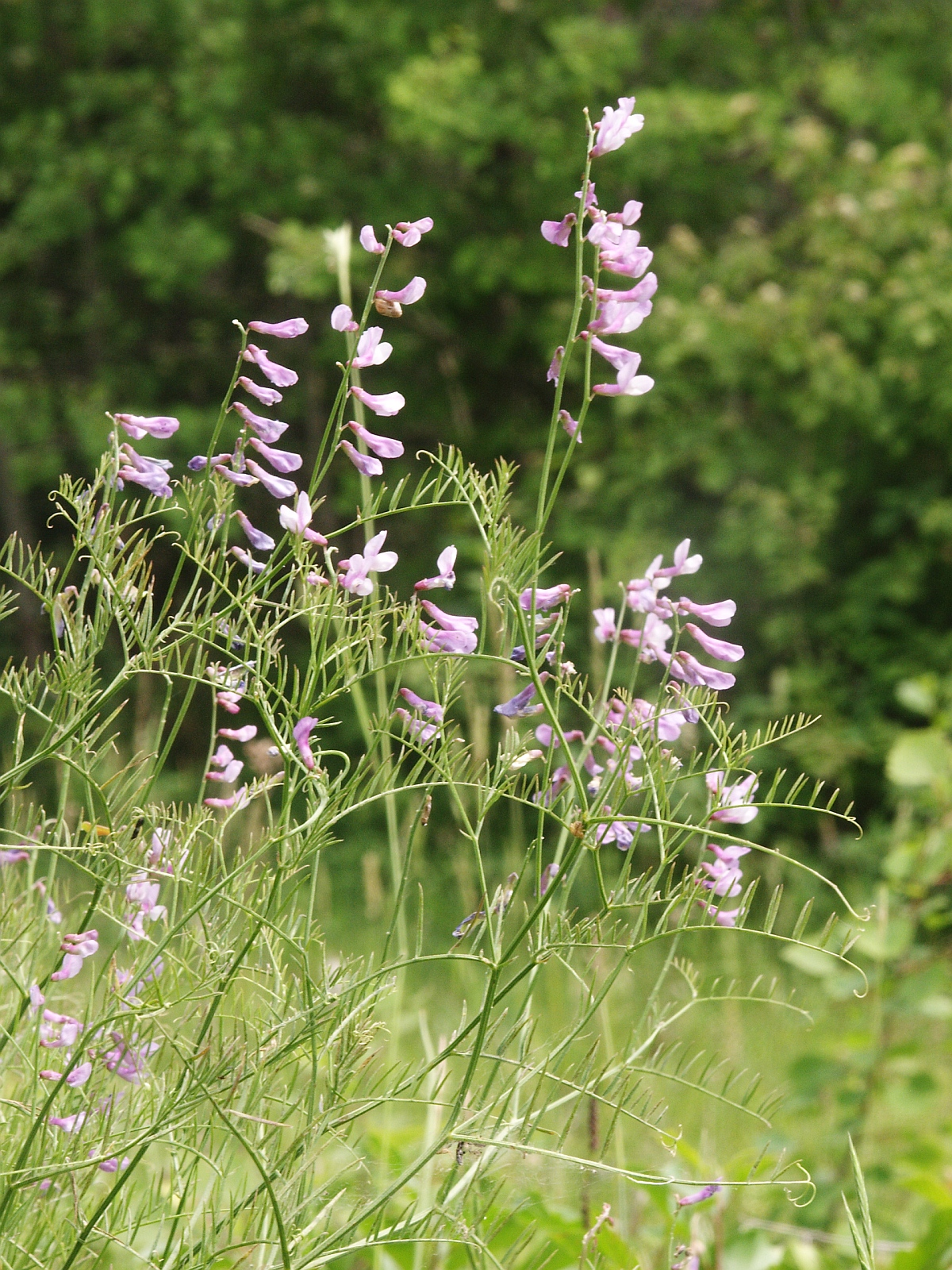
Vicia tenuifolia subsp. dalmatica in Baden-Württemberg

### Vegetative Merkmale
Die Feinblättrige Wicke wächst als ausdauernde krautige Pflanze. Der schlanke Stängel ist etwa 60 bis 150 cm hoch und wie die Laubblätter kurz anliegend behaart, kann aber auch mehr oder weniger kahl sein.
Die wechselständigen Laubblätter sind paarig gefiedert mit meist 9 bis 14 Paaren von Fiederblättchen.
Die Fiederblättchen sind bei einer Länge von 1 bis 2,5 cm lang und einer Breite von 2 bis 4 mm schmal-lanzettlich bis lineal. Sie sind mehr oder weniger spitz und fast parallelnervig. Die Nebenblätter sind klein und schmal.

### Blütenstände, Blüten, Früchte und Samen
Die Blütezeit reicht von Juni bis August. Die Blütenstände sind mit Stiel 1,5-mal bis doppelt so lang wie das Tragblatt und enthalten in der Regel 10 bis 25 Blüten. Die schwach duftenden Blüten sind zwittrig, zygomorph und 12 bis 15 mm lang. Die unteren Kelchzähne sind dreieckig-lanzettlich geformt. Die meist lebhaft violette, purpurviolette bis lilafarbene Krone besitzt die typische Form der Schmetterlingsblütler. Die Fahne ist viel länger als die Flügel und die Ausrandung der Fahne ist tiefer als 1 mm. Die Platte bis zu zweimal so lang wie der Nagel (Breitenverhältnis Platte/Nagel > 1,1, Längenverhältnis > 1,25).
Die Stielchen der Früchte sind nur etwa so lang wie die Kelchröhre. Die Hülsenfrüchte sind etwa 2 bis 3 cm lang und 6 mm breit. Die Samen sind größer und meist dunkler braun als bei Vicia cracca.
Die Chromosomenzahl beträgt 2n = 24.

## Ökologie
Bodenausläufer ermöglichen eine vegetative Vermehrung. Die Art ist ein Tiefwurzler.
Die Bestäubung erfolgt durch Bienen, vor allem der Gattung Osmia. Bei der Feinblättrige Wicke erfolgt Selbstausbreitung.

## Vorkommen
Das ursprüngliche Areal der Feinblättrigen Wicke reicht von Portugal bis zur Mongolei mit Marokko, Algerien und Korea. Die Feinblättrige Wicke kommt im gesamten Mittelmeerraum vor, nach Norden bis Frankreich, Süddeutschland, südliches Skandinavien, nach Osten bis Russland und Sibirien. Sie kommt in Mitteleuropa häufig bis sehr zerstreut vor. 
In Österreich kommt die Feinblättrige Wicke im Pannonischen Gebiet häufig, sonst zerstreut bis selten in der collinen bis submontanen Höhenstufe vor und gilt im Alpengebiet und im nördlichen Vorland der Alpen als gefährdet. In Österreich gibt es Vorkommen in den Bundesländern Burgenland, Wien, Niederösterreich, Oberösterreich, Steiermark, Kärnten, Salzburg und Tirol.
Die Feinblättrige Wicke ist in Deutschland nicht urwüchsig, kann jedoch als eingebürgert gelten (Archäophyt). Der erste literarische Nachweis für das Gebiet von Baden-Württemberg findet sich bei Georg von Martens (1823). Vicia tenuifolia wächst sehr zerstreut im mittleren und südlichen Teil Deutschlands.
In der Schweiz ist die Feinblättrige Wicke allgemein zerstreut aufzufinden. Die ökologischen Zeigerwerte nach Landolt et al. 2010 sind in der Schweiz: Feuchtezahl F = 2w (mäßig trocken aber mäßig wechselnd), Lichtzahl L = 3 (halbschattig), Reaktionszahl R = 3 (schwach sauer bis neutral), Temperaturzahl T = 4+ (warm-kollin), Nährstoffzahl N = 3 (mäßig nährstoffarm bis mäßig nährstoffreich), Kontinentalitätszahl K = 4 (subkontinental).
Die Feinblättrige Wicke wächst in trockenen Mager- und Fettwiesen, an Ackerrainen, in Hecken und lichten Wäldern. Sie gedeiht auf warmen, trockenen, etwas nährstoffreichen, meist kalkhaltigen, morhr oder weniger milden, humosen, steinigen oder reinen Löß- und Lehmböden. Sie ist eine Charakterart des Campanulo-Vicietum tenuifoliae aus dem Verband Geranion sanguinei.

## Verwechslungsmöglichkeit
Die Feinblättrige Wicke ist nicht immer mit Sicherheit von der eng verwandten Vogelwicke (Vicia cracca) zu unterscheiden. Zudem kommen Intermediärformen vor.

## Taxonomie und Systematik
Die Erstveröffentlichung von Vicia tenuifolia erfolgte 1788 durch Albrecht Wilhelm Roth in Tentamen Florae Germanicae Band 1, Seite 309. Synonyme für Vicia tenuifolia Roth sind: Vicia elegans Guss., Vicia variabilis Freyn.
Vicia tenuifolia gehört zur Sektion Cracca aus der Untergattung Vicilla der Gattung Vicia in der Unterfamilie der Schmetterlingsblütler (Faboideae) innerhalb der Familie der Hülsenfrüchtler (Fabaceae).
Es gibt mehrere Unterarten (Auswahl):
- Dalmatinische Vogel-Wicke oder Dalmatiner Wicke (Vicia tenuifolia subsp. dalmatica (A.Kern.) Greuter, Syn.: Vicia dalmatica A.Kern.): Sie kommt in Mitteleuropa, in Ost- und Südosteuropa vor sowie in Westasien, im Kaukasusgebiet und im nördlichen Pakistan.[6]
- Feinblättrige Wicke (im engeren Sinne), Dünnblättrige Wicke, Schmalblättrige Wicke (Vicia tenuifolia Roth subsp. tenuifolia, Syn.: Vicia brachytropis Kar. & Kir., Vicia cracca subsp. tenuifolia (Roth) Bonnier & Layens)
- Vicia tenuifolia subsp. villosa (Batt.) Greuter (Syn.: Vicia tenuifolia f. villosa Batt.): Sie kommt in Marokko und in Algerien vor.[7]